# José Francisco Delgado
José Francisco Delgado Ramírez (Puebla de Sancho Pérez, Badajoz, España, 29 de diciembre de 1956) es un exfutbolista español que se desempeñaba como centrocampista.

## Clubes
| Club              | País   | Año       |
| ----------------- | ------ | --------- |
| Barakaldo C. F.   | España | 1974-1978 |
| Elche C. F.       | España | 1978-1981 |
| R. C. D. Mallorca | España | 1981-1985 |
| Real Murcia C. F. | España | 1985-1987 |
| Granada C. F.     | España | 1987-1988 |
| Cartagena F.C.    | España | 1988-1989 |
| C.D. Alcoyano     | España | 1989-1992 |